# سامي أيوب تيف
سامي أيوب تيف (1916–1978) سياسي أردني من أصل شركسي، كان قد شغل عدد من الحقائب الوزارية في مجموعة من الحكومات الأردنية.

## نشأته وتحصيله العلمي
ولد سامي أيوب تيف في مدينة عمان عام 1916. بعد أن أنهى الثانوية العامة؛ التحق بجامعة فلسطين التقنية (خضوري) في مدينة طولكرم الفلسطينية، حيث حصل منها عام 1934 على شهادة الدبلوم في العلوم الزراعية.

## حياته العملية
في بداية حياته العملية؛ عمل سامي أيوب في سلك التربية والتعليم حيث عمل معلمًا في مدرسة صويلح في عمان، ثم عمل في وزارة الزراعة الأردنية، ثم جرى تكليفه بأحد المناصب في القصر الملكي الهاشمي.

## مناصبه
- وزير الزراعة الأردني، منذ 7 أكتوبر 1967 وحتى 24 مارس 1969، في حكومة بهجت التلهوني الرابعة.[6]
- وزير الزراعة الأردني، منذ 24 مارس 1969 وحتى 13 أغسطس 1969، في حكومة عبد المنعم الرفاعي الأولى.[7]
- وزير الزراعة الأردني، منذ 13 أغسطس 1969 وحتى 19 أبريل 1970، في حكومة بهجت التلهوني الخامسة.[8]
- وزير الزراعة الأردني، منذ 19 أبريل 1970 وحتى 27 يونيو 1970، في حكومة بهجت التلهوني السادسة.[9]
- وزير الزراعة الأردني، منذ 26 سبتمبر 1970 وحتى 28 أكتوبر 1970، في حكومة أحمد طوقان.[10]
- وزير الشؤون الاجتماعية والعمل الأردني، منذ 23 نوفمبر 1974 وحتى 8 فبراير 1976، في حكومة زيد الرفاعي الثانية.[11]